# Nacionalni parkovi Islanda
U Islandu trenutno (stanje iz 2008. godine) postoje tri nacionalna parka.
Do 2008. godine su u Islandu postojala četiri nacionalna parka. Naime, te su se godine nacionalni parkovi "Jökulsárgljúfur" i "Skaftafell" ujedinili u jedan nacionalni park koji je tada dobio naziv "Nacionalni park Vatnajökull".
Trenutno je "Nacionalni park Vatnajökull" najveći nacionalni park Europe.

## Današnji Nacionalni parkovi
- Nacionalni park Snæfellsjökull - proglašen je nacionalnim parkom 2001. godine, a površina mu iznosi 17.000 ha.
- Nacionalni park Vatnajökull - proglašen je nacionalnim parkom 2008. godine, a površina mu iznosi 1.200.000 ha.
- Nacionalni park Þingvellir - proglašen je nacionalnim parkom 1928. godine, a površina mu iznosi 5.000 ha.

## Bivši Nacionalni parkovi
- Nacionalni park Jökulsárgljúfur - proglašen je nacionalnim parkom 1973. godine, a površina mu je iznosila 15.000 ha.
- Nacionalni park Skaftafell - proglašen je nacionalnim parkom 1967. godine, a površina mu je iznosila 480.000 ha.

Ova dva nacionalna parka su se 2008. godine ujedinila u "Nacionalni park Vatnajökull" 2008. godine.